# NGC 3325
NGC 3325 este o galaxie eliptică situată în constelația Sextantul. A fost descoperită în 19 martie 1880 de către Édouard Stephan⁠(d).